# Топлинна обработка (кулинария)
Топлинната обработка на хранителните продукти е съществена (наред с химическата и механичната обработка) и може би най-важната част от съвременното готварско изкуство. От древността до наше време се използват три основни начина на топлинна обработка – печене, варене и пържене, със своите разновидности, въпреки че днес вече съществуват и други методи за термична обработка на хранителните продукти.

## История
Още първобитния човек е започнал да обработва храната си чрез загряване на огън. Така тя става по-лесно усвоима от организма, в много случаи така обработената храна се запазва по-дълго. Първоначалната топлинна обработка се е извършвала на открит огън – печене на шиш, варене. Вероятно в Древна Гърция е изнамерена готварската пещ – фурната, която предполага приготвяне на големи количества печени ястия. Археологическите разкопки намират множество цели или части от съдове за варене, което показва, че този процес също е познат от дълбока древност. Писмени източници имаме в Библията, Епоса за Гилгамеш, Ведите, античните автори и т.н.
С времето методите на топлинна обработка се развиват, но принципът остава един и същ. Разнообразяват се готварските съдове – тенджери, тигани, уок, тави, и др. По същия начин се разширяват и начините за постигане на желаната температура – тенджери под налягане, стъклени съдове, микровълнови фурни. След първоначалните керамични съдове се появяват метални, стъклени и др., до съвременните емайлирани и тефлонови покрития. В наше време се използват и нови спомагателни материали, като хартия за печене или алуминиево фолио.
Промяна търпи и горивото – първоначално неговият източник са дървата и въглищата, за да се стигне до природния газ и електричеството.
Топлинната обработка силно влияе върху вкусовите качества на обработения продукт.

## Видове топлинна обработка
Три са основните методи на топлинна обработка, съхранени от древността – печене, варене и пържене, които имат много разнообразни вариации. Едва в по-ново време се добавят нови методи като фламбиране (след изобретяването на силния спирт) и замразяване.

### Печене
Печенето е процес, при който хранителният продукт се поставя на директното въздействие на пряк топлинен източник – открит огън, реотан, загряти стени и т.н. Смята се, че при него най-добре се запазват хранителните качества на обработвания продукт.

#### Шиш, грил
В този случай храната, обикновено месо, се подлага на прякото въздействие на жив огън. Смята се, че това е най-древния начин на печене.

#### Печене на фурна
Печенето на фурна е характерно с подлагането на предварително подготвеното блюдо на топлинна обработка от всички страни едновременно. Особено важна е при приготвянето на хляб. В българската кухня се използва при ястия като гювеч, капама, мусака и др.

#### Нетрадиционни методи

##### Печене на камък
И днес в някои райони на Близкия изток присъства метод хлябът да се пече, като тестото се облепи върху предварително напечен от слънцето (или в огън) камък, който след това се оставя на въздействието на атмосферните условия.

##### Пърлене
Пърленето е спомагателен процес на топлинна обработка. Използва се при обезкосмяването и обезперяването на предимно птиче месо, както и като предварителен процес при приготвянето на животински продукти като сланина.

##### Обработка с оксижен
Това е ново изобретение. При приготвянето на месо „алангле“, понякога се използва специален кулинарен оксижен с цел на повърхността да се образува апетитна коричка.

### Варене
Варенето е основен процес, при който продуктът се подлага на топлинна обработка в силно загрята не мазна течност (в началото или в края на загряването). Течността обикновено е вода, бульон, вино, понякога мляко. Използва се най-вече при приготвянето на супи и топли напитки – чай, кафе, какао, както и приготвянето на консерви. В останалите случаи варенето е предварителен процес.

#### Варене под налягане
Това става възможно едва при съвременните технологии. В херметично затворен съд продуктът се вари, като цялата течност остава в него. Смята се, че по този начин той запазва хранителните си качества.

#### Задушаване
Въпреки че се среща и при печенето, това е процес, който може да бъде отнесен по-скоро към варенето, тъй като в него присъства течност, голяма част от която след приключване на процеса остава като сос.

#### Пастьоризация
Пастьоризацията е процес, при който дадена течност – мляко, вино, плодов сок, компот, се загряват до температура под точката на кипене, така че да бъдат унищожени вредните микроорганизми, без при това да се променят вкусовите качества на натуралния продукт.

#### Варене на пара
Хранителният продукт не се намира пряко в течността, а е подложен на термична обработка от нейните изпарения. Често се използва при приготвянето на тестени изделия – спагети, макарони, юфка.

#### Бланширане
Бланширането е предварителен процес, при който продуктите за кратко време се подлагат на варене или на въздействието на пара.

### Пържене
Същността на пърженето е, че приготвяният продукт се обработва в силно нагорещена растителна или животинска мазнина – масло, олио, зехтин, мас, лой. Кулинарните предимства на този вид обработка са две: образуването на хрупкава коричка, като от това следва и второто предимство – вътрешността на продукта се задушава под тази коричка и се запазват хранителните качества. Сред основните недостатъци е високото ниво на мазнини в крайното ястие, което го прави не особено подходящо за хора, страдащи от стомашно-чревни проблеми или висок холестерол.
Особен вид пържене е т.нар. „паниране“ – подготвеното за пържене изделие се потапя в разтвор от яйца и брашно (нишесте, грис, галета), след което се пържи в горещата мазнина.
В днешно време особено често за пържене се използва фритюрник.

### Други
Съществуват множество други начини за топлинна обработка, някои от които възлизат към древността, други са нови, но в общ план те почти винаги са разновидности на изброените по-горе.

#### Веяне
Използва се за обработка на месо и риба. След първоначална химическа обработка, обикновено с готварска сол, продуктът се оставя на въздействието на въздуха. Така получените готови продукти са изключително трайни. В българската кулинария такива продукти са суджуците, луканката, чирозите, пастърмата и др.

#### Опушване
Продуктът се опушва на дим, който действа като консервант. Така се получават пушеното филе, Еленският бут, пушеното сирене и др.

#### Фламбиране
При фламбирането готовото ястие се полива със силен алкохол (ракия, уиски, коняк, ликьор и др.), който се запалва. Целта е да се придаде по-особен аромат и вкус. Използва се както за солени, основни блюда, така и при приготвянето на десерти.

#### Замразяване
Замразяването поставя продукта в екстремално ниска температура. Като краен процес се използва при приготвянето на сладолед, в някои случаи като предварителен процес – за „стягане“ на сладкиши, плодови салати, кремове и т.н.

## Критика
Представителите на един клон от вегетарианството, т.нар. „суровоядци“ (вегани) твърдят, че всяка топлинна обработка на храната е вредна за организма. Поради това те консумират изключително необработена храна от растителен произход.